# 平埔番祖廟
23°58′36″N 120°59′22″E / 23.976742°N 120.989308°E
平埔番祖廟，是位於臺灣南投縣埔里鎮蜈蚣里的噶哈巫族祖靈廟。

## 歷史沿革
道光年間，臺中地區的平埔原住民族們大舉入侵埔里盆地，開墾原屬於泰雅族眉社的土地。其中，噶哈巫族從新社、石岡遷移至埔里，在該盆地東北的眉溪建立了蜈蚣、守城、大湳與牛眠這四部落，被稱為「四庄番」。這四庄的族人共同信仰番太祖，傳說會持番刀與矛擊退當時到此出草的泰雅族。
後來，噶哈巫族根據傳說，請漢移民師傅為番太祖刻了一座手拿刀、矛，身穿清朝官服的神像。暨南國際大學人類學教授黃美英說明，早期這四個村莊，都有各自供奉的祖靈信仰與場所，卻只有番太祖有雕像，並以擲杯來決定每年爐主。埔里文史工作者潘樵認為，平埔族普遍不會塑像，噶哈巫族卻有，且還穿著清朝的官服、官帽，相當特殊，原可能是其祖先曾幫助清廷對抗泰雅族而得來的。
因噶哈巫祭祀番太祖逐漸採用漢人儀式，連後來陸續遷入的漢人也都跟著祭拜，九二一地震後，蜈蚣社區新建活動中心，此像才請到活動中心二樓，與哪吒三太子一同奉祀。
2003年11月22日，約兩百多居住在埔里的噶哈巫族人，帶著番太祖神像返回新社祖居地尋根，並在大南村活動中心進行祭祖。同年12月20日，在埔里蜈蚣里楓香公園首次舉行四庄聯合祭祖儀式，由蜈蚣里長潘隆川擔任主祭，鎮長馬文君與四庄耆老向番太祖上香、敬酒。
噶哈巫耆老味輝震表示2014年初有幾位族人說夢見番太祖想要建廟，於是四庄募款新台幣320萬元來建廟，2014年7月19日動工，次年1月26日入火安座。2019年10月25日，具有平埔族群意象的廣場鋪面落成。